# Cattedrali in Liechtenstein
Nel Liechtenstein è presente la sola cattedrale cattolica di Vaduz, la capitale. 

## Cattedrali cattoliche
| Cattedrale                | Diocesi              | Città | Dedicazione | Immagine |
| ------------------------- | -------------------- | ----- | ----------- | -------- |
| Cattedrale di San Florino | Arcidiocesi di Vaduz | Vaduz | San Florino |          |